# Jean Merjay
Jean Nicolas Merjay (Echternach, 18 mei 1811 - Saint-Servais, 12 september 1899) was een Belgisch volksvertegenwoordiger.

## Levensloop
Merjay was een zoon van de herbergier Antoine Merjay en van Marie Bernard. Hij trouwde met Marie-Anne de Martiny.
Hij doorliep een uitgebreide militaire carrière, die hij begon als zestienjarige tamboer bij de infanterie, en bracht het tot sergeant. Hij stapte van het Nederlandse leger naar het Belgische over en werd onmiddellijk sergeant-majoor. In 1832 werd hij onderluitenant, in 1839 luitenant, in 1849 kapitein, in 1854 majoor, in 1863 luitenant-kolonel, in 1866 kolonel, in 1868 generaal-majoor en in 1874 luitenant-generaal.
Hij was afwisselend bevelvoerder van legereenheden en onderdirecteur of directeur van het departement 'personeel' op het Ministerie van Oorlog. Tot kort voor zijn dood bleef hij directeur van de Voorzorgskas voor weduwen en wezen van legerofficieren.
In 1884, 73 jaar oud, begon hij aan een politieke carrière door onafhankelijk volksvertegenwoordiger te worden voor het arrondissement Brussel, als opvolger van de liberaal Eugène Goblet d'Alviella.
In 1885-1886 was hij ook burgemeester van Oudergem.
In Oudergem wordt hij herdacht met de Generaal Merjaylaan.
Een zoon van hem was Franz Merjay (Sint-Joost-ten-Node, 18 juni 1952 - Brussel, 11 mei 1917), die in de Eerste Wereldoorlog een inlichtingendienst oprichtte voor de geallieerden, opgepakt werd en door de Duitsers terechtgesteld. De Franz Merjaystraat in Elsene herinnert aan hem.